# Élection présidentielle italienne de 2013
L’élection présidentielle italienne de 2013 est un scrutin au suffrage indirect visant à élire le président de la République pour un mandat de sept ans. Elle se tient les 18, 19 et 20 avril 2013, au palais Montecitorio, à Rome, le plénum du collège électoral étant présidé par Laura Boldrini, présidente de la Chambre des députés.
À l'instar du précédent scrutin présidentiel, elle est convoquée quelques mois après des élections générales, dont découle une crise politique causée par l'absence d'une majorité parlementaire pouvant investir un gouvernement. À ce contexte d'instabilité s'ajoute un affrontement entre les partis qui cherchent à faire élire leur propre candidat, dont le Mouvement 5 étoiles, troisième force politique du pays, qui soutient pour ce scrutin la candidature du juriste Stefano Rodotà. 
À cause de l'impasse constatée après cinq tours infructueux, marqués par l'échec des candidatures successives de Franco Marini et de Romano Prodi, le président sortant Giorgio Napolitano finit par consentir à solliciter un second mandat par « devoir de responsabilité envers la nation », en dépit de son âge avancé et de son intention initiale de quitter le Quirinal au terme de son septennat commencé en 2006. À l'issue du sixième tour de scrutin, il est largement réélu en recueillant 738 voix, ce qui constitue un cas inédit depuis l'instauration de la République italienne. 

## Contexte
Le président de la République italienne, chef d'État d'un régime parlementaire, assume un rôle essentiellement honorifique, bien qu'il soit considéré, par la Constitution italienne, comme étant le garant des institutions et de l'unité nationale.

### Enjeux
Peu avant le scrutin ont eu lieu les élections générales anticipées des 24 et 25 février 2013. Celles-ci n'ont pas permis de dégager de majorité claire au Parlement, puisque la coalition de centre gauche Italie. Bien commun ne détient la majorité absolue qu'à la Chambre des députés, tandis que le Sénat de la République est divisé entre cette alliance, la coalition de centre droit de Silvio Berlusconi et le Mouvement 5 étoiles de Beppe Grillo.
Le nouveau chef de l'État prendra donc ses fonctions dans un climat politique complexe, avec le choix de chercher à constituer une majorité, nommer un gouvernement d'experts qui réalisera les réformes institutionnelles et économiques que proposeront les « comités des sages » mis en place par le président Napolitano pour sortir de la crise, ou encore convoquer des législatives anticipées.

### Présidentiables
De nombreux noms sont évoqués pour la succession du président Napolitano.
Si Silvio Berlusconi s'est dit favorable à la candidature de son bras droit et ancien secrétaire d'État à la présidence du Conseil des ministres, Gianni Letta, le centre-gauche pourrait officiellement soutenir la candidature d'un ancien président du Conseil, tels que Massimo D'Alema, Giuliano Amato ou Romano Prodi.
En outre, les noms de trois femmes ont été cités pour la présidence de la République : celui de l'ancienne ministre du Commerce international et vice-présidente du Sénat, Emma Bonino, celui de l'ancienne ministre de l'Égalité des chances, Anna Finocchiaro, et enfin celui de la ministre de l'Intérieur du gouvernement Monti, Annamaria Cancellieri. C'est la première fois depuis l'élection de 1992 et la candidature ratée de Nilde Iotti, que des noms de candidates sérieuses sont ainsi évoqués.
Le Mouvement 5 étoiles, après le renoncement de Milena Gabanelli comme de Gino Strada, déclare soutenir finalement la candidature de Stefano Rodotà, un constitutionnaliste et ancien vice-président de la Chambre des députés, après un vote en ligne. Le 17 avril, le Parti démocrate (PD) propose le nom de l'ancien président du Sénat, Franco Marini ; celui-ci est également soutenu par Le Peuple de la liberté (PDL) et le Choix civique pour l'Italie (SC), après avoir avancé les noms de l'ancien président du Conseil Giuliano Amato et de l'ancien ministre Sergio Mattarella.
Toutefois, le 19 avril, après l'échec de Marini, le PD investit, à l'unanimité, Romano Prodi, perdant alors le soutien du PDL et du SC.

## Élection

### Procédure

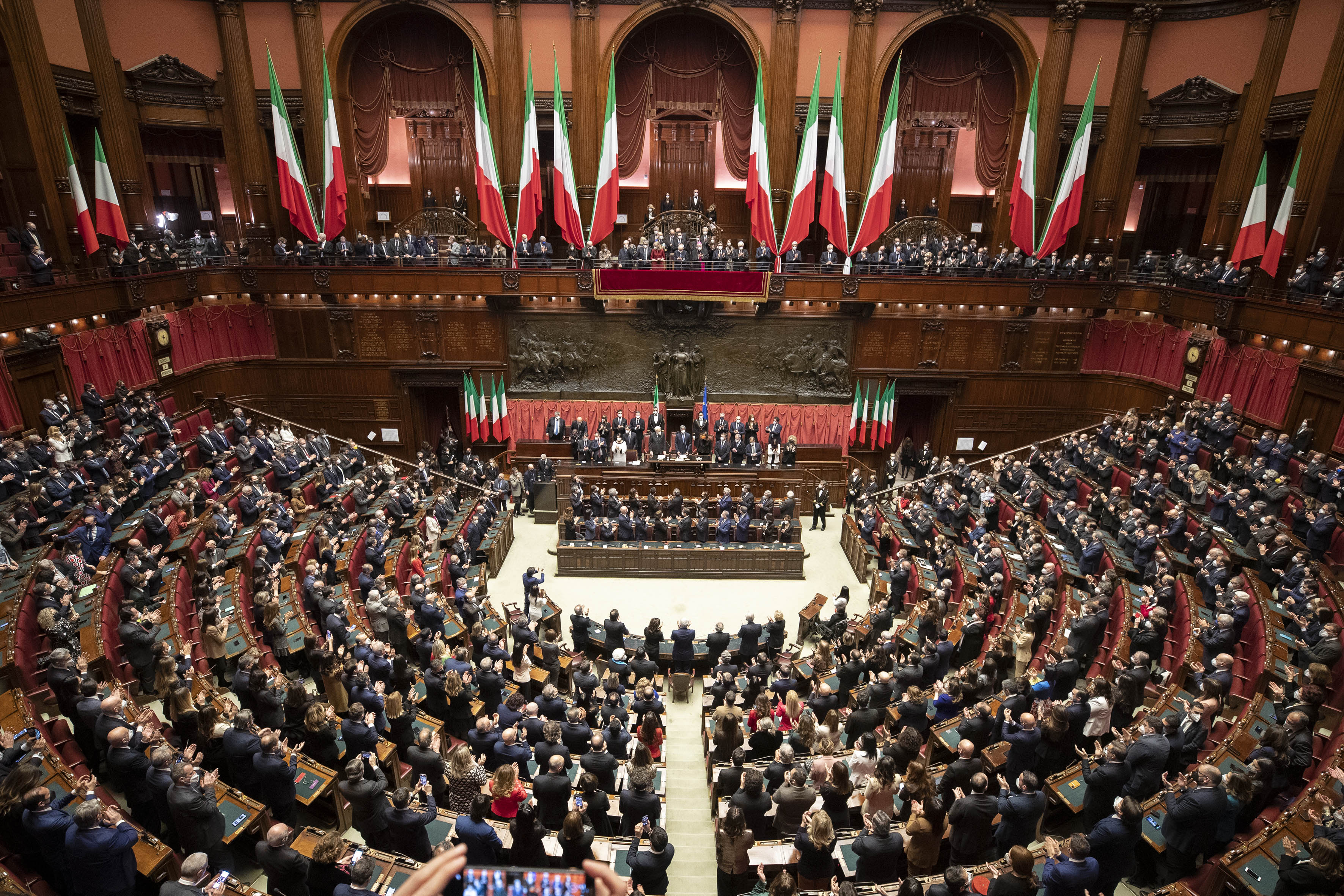
L'hémicycle du palais Montecitorio, où se réunissent les grands électeurs.

Le président de la République (Presidente della Repubblica) est élu au suffrage universel indirect par la séance commune du Parlement, à laquelle participent également cinquante-huit délégués régionaux, trois par Régions, sauf pour le Val d'Aoste qui n'en a qu'un. Du fait de la présence de quatre sénateurs à vie, le collège comprend à cette occasion 1 007 membres.
Le plénum est présidé par le président de la Chambre des députés et se tient au siège de la chambre basse, le palais Montecitorio à Rome. Pour ce scrutin, la présidence sera, en conséquence, assumée par Laura Boldrini, seconde femme après Nilde Iotti, en 1985, étant chargée d'une telle responsabilité.
L'élection est acquise à la majorité des deux tiers de l'assemblée aux trois premiers tours, à la majorité absolue par la suite. Il faudra donc réunir 672 voix, ou 504 suffrages au-delà de trois tours.

### Composition du collège électoral
| Fonctions        | Nombre |
| ---------------- | ------ |
| Députés          | 630    |
| Sénateurs        | 319    |
| Délégués         | 58     |
| Total            | 1 007  |
| Majorité des 2/3 | 672    |
| Majorité absolue | 504    |

## Résultats

### 18 avril 2013

#### 1ertourde scrutin
| Nom              | Nom                   | Voix  |
| ---------------- | --------------------- | ----- |
|                  | Franco Marini         | 521   |
|                  | Stefano Rodotà        | 240   |
|                  | Sergio Chiamparino    | 41    |
|                  | Romano Prodi          | 14    |
|                  | Emma Bonino           | 13    |
|                  | Massimo D'Alema       | 12    |
|                  | Giorgio Napolitano    | 10    |
|                  | Anna Finocchiaro      | 7     |
|                  | Annamaria Cancellieri | 2     |
|                  | Mario Monti           | 2     |
|                  | Autres candidats      | 18    |
|                  |                       |       |
| Bulletins blancs | Bulletins blancs      | 104   |
| Bulletins nuls   | Bulletins nuls        | 15    |
| Total            | Total                 | 999   |
| Abstentions      | Abstentions           | 8     |
| Inscrits         | Inscrits              | 1 007 |

Lors de ce premier tour de scrutin, au vote secret, aucun candidat n'a rassemblé sur son nom la majorité des deux-tiers des suffrages. En conséquence, un second tour est convoqué par Laura Boldrini.

#### 2etour de scrutin
| Nom              | Nom                      | Voix  |
| ---------------- | ------------------------ | ----- |
|                  | Stefano Rodotà           | 230   |
|                  | Sergio Chiamparino       | 90    |
|                  | Massimo D'Alema          | 38    |
|                  | Franco Marini            | 15    |
|                  | Alessandra Mussolini     | 15    |
|                  | Emma Bonino              | 13    |
|                  | Sergio Di Caprio         | 8     |
|                  | Cosimo Sibilia           | 7     |
|                  | Rosy Bindi               | 6     |
|                  | Paola Severino           | 5     |
|                  | Silvio Berlusconi        | 4     |
|                  | Pier Luigi Bersani       | 4     |
|                  | Anna Finocchiaro         | 4     |
|                  | Giorgio Napolitano       | 4     |
|                  | Ricardo Merlo            | 3     |
|                  | Pier Luigi Castagnetti   | 2     |
|                  | Michele Cucuzza          | 2     |
|                  | Arnaldo Forlani          | 2     |
|                  | Pietro Grasso            | 2     |
|                  | Grazia Maniscalco        | 2     |
|                  | Antonio Palmieri         | 2     |
|                  | Claudio Sabelli Fioretti | 2     |
|                  | Daniela Santanchè        | 2     |
|                  | Santo Versace            | 2     |
|                  | Autres candidats         | 41    |
|                  |                          |       |
| Bulletins blancs | Bulletins blancs         | 418   |
| Bulletins nuls   | Bulletins nuls           | 14    |
| Total            | Total                    | 948   |
| Abstentions      | Abstentions              | 59    |
| Inscrits         | Inscrits                 | 1 007 |

Lors de ce deuxième tour de scrutin, au vote secret, aucun candidat n'a rassemblé sur son nom la majorité des deux-tiers des suffrages. En conséquence, un troisième tour est convoqué le lendemain par Laura Boldrini.

### 19 avril 2013

#### 3etourde scrutin
| Nom              | Nom                      | Voix  |
| ---------------- | ------------------------ | ----- |
|                  | Stefano Rodotà           | 250   |
|                  | Massimo D'Alema          | 34    |
|                  | Romano Prodi             | 22    |
|                  | Giorgio Napolitano       | 12    |
|                  | Annamaria Cancellieri    | 9     |
|                  | Claudio Sabelli Fioretti | 8     |
|                  | Sergio Di Caprio         | 7     |
|                  | Franco Marini            | 6     |
|                  | Alessandra Mussolini     | 5     |
|                  | Antonio Palmieri         | 5     |
|                  | Emma Bonino              | 4     |
|                  | Sergio Chiamparino       | 4     |
|                  | Ricardo Merlo            | 4     |
|                  | Ilaria Borletti Buitoni  | 3     |
|                  | Gianroberto Casaleggio   | 3     |
|                  | Fabrizio Cicchitto       | 3     |
|                  | Gherardo Colombo         | 2     |
|                  | Ermanno Leo              | 2     |
|                  | Pier Luigi Castagnetti   | 2     |
|                  | Roberto Di Giovan Paolo  | 2     |
|                  | Antonio Martino          | 2     |
|                  | Nicolò Pollari           | 2     |
|                  | Autres candidats         | 44    |
|                  |                          |       |
| Bulletins blancs | Bulletins blancs         | 465   |
| Bulletins nuls   | Bulletins nuls           | 47    |
| Total            | Total                    | 948   |
| Abstentions      | Abstentions              | 59    |
| Inscrits         | Inscrits                 | 1 007 |

Lors de ce troisième tour de scrutin, aucun candidat n'a rassemblé sur son nom la majorité des deux tiers des membres du collège. En conséquence, un quatrième tour est convoqué par Laura Boldrini. Ce troisième tour est le dernier nécessitant la majorité des deux tiers.

#### 4etourde scrutin
| Nom              | Nom                   | Voix  |
| ---------------- | --------------------- | ----- |
|                  | Romano Prodi          | 395   |
|                  | Stefano Rodotà        | 213   |
|                  | Annamaria Cancellieri | 78    |
|                  | Massimo D'Alema       | 15    |
|                  | Franco Marini         | 3     |
|                  | Giorgio Napolitano    | 2     |
|                  | Autres candidats      | 7     |
|                  |                       |       |
| Bulletins blancs | Bulletins blancs      | 15    |
| Bulletins nuls   | Bulletins nuls        | 4     |
| Total            | Total                 | 732   |
| Abstentions      | Abstentions           | 275   |
| Inscrits         | Inscrits              | 1 007 |

Lors de ce quatrième tour de scrutin, au vote secret, aucun candidat n'a rassemblé sur son nom la majorité absolue des grands électeurs. En conséquence, un cinquième tour est convoqué le lendemain par Laura Boldrini.

### 20 avril 2013

#### 5etourde scrutin
| Nom              | Nom                   | Voix  |
| ---------------- | --------------------- | ----- |
|                  | Stefano Rodotà        | 210   |
|                  | Giorgio Napolitano    | 20    |
|                  | Rosario Monteleone    | 15    |
|                  | Emma Bonino           | 9     |
|                  | Claudio Zin           | 4     |
|                  | Annamaria Cancellieri | 3     |
|                  | Massimo D'Alema       | 2     |
|                  | Franco Marini         | 2     |
|                  | Autres candidats      | 14    |
|                  |                       |       |
| Bulletins blancs | Bulletins blancs      | 445   |
| Bulletins nuls   | Bulletins nuls        | 17    |
| Total            | Total                 | 732   |
| Abstentions      | Abstentions           | 275   |
| Inscrits         | Inscrits              | 1 007 |

Lors de ce cinquième tour de scrutin, au vote secret, aucun candidat n'a rassemblé sur son nom la majorité absolue des grands électeurs. En conséquence, un sixième tour est convoqué par Laura Boldrini.

#### 6etourde scrutin
| Nom              | Nom                | Voix  |
| ---------------- | ------------------ | ----- |
|                  | Giorgio Napolitano | 738   |
|                  | Stefano Rodotà     | 217   |
|                  | Sergio Di Caprio   | 8     |
|                  | Massimo D'Alema    | 4     |
|                  | Romano Prodi       | 2     |
|                  | Autres candidats   | 6     |
|                  |                    |       |
| Bulletins blancs | Bulletins blancs   | 10    |
| Bulletins nuls   | Bulletins nuls     | 12    |
| Total            | Total              | 997   |
| Abstentions      | Abstentions        | 10    |
| Inscrits         | Inscrits           | 1 007 |

## Analyse
Dans ce contexte de crise politique, aggravé par un Parlement sans majorité, quatre formations parlementaires, le Parti démocrate de Pier Luigi Bersani, le Peuple de la liberté (PdL) de Silvio Berlusconi, la Ligue du Nord (LN) de Roberto Maroni et le Choix civique pour l'Italie (SC) de Mario Monti, demandent au président de la République sortant, Giorgio Napolitano, de se porter candidat pour un second mandat présidentiel. Celui-ci s'y était jusqu'à présent refusé, évoquant son grand âge — 87 ans — et la tradition instaurée, puis respectée par l'ensemble de ses prédécesseurs, de ne jamais se présenter à leur réélection. Évoquant « sa responsabilité devant la Nation », il accepte finalement de présenter sa candidature, et est réélu au sixième tour de scrutin par 739 voix sur les 997 grands électeurs ayant pris part au vote, soit près de 75 % des suffrages exprimés.
Giorgio Napolitano ayant obtenu la majorité absolue des suffrages exprimés, soit plus de 504 voix, il est proclamé président de la République par la présidente de la chambre, Laura Boldrini. Cette réélection constitue un cas inédit depuis l'instauration de la République italienne. 
Le scrutin présidentiel est considéré comme un revers pour le centre-gauche italien, et, plus particulièrement, pour son meneur, Pier Luigi Bersani, qui n'a guère su imposer ses candidats : l'ancien président du Sénat de la République Franco Marini, puis l'ancien président du Conseil, Romano Prodi. Ce dernier, qui bénéficiait de l'image de marque que lui avait offert son passage à la présidence de la Commission européenne, avait pourtant été plébiscité par les parlementaires du Parti démocrate (PD) lors de sa désignation. Son cuisant échec lors du quatrième tour, au cours duquel lui manquent 100 voix de son propre camp pour pouvoir se faire élire au palais du Quirinal, est sévèrement jugé par la presse italienne, qui évoque la faute de « francs-tireurs », et le « suicide collectif » commis par certaines figures du centre-gauche, dont le jeune maire de Florence et candidat vaincu par Bersani lors de la Primaire démocrate de novembre 2012, Matteo Renzi. Ce dernier s'était successivement prononcé contre la candidature de Marini, « un homme du siècle passé, sans charisme et sans carrure internationale », avant de proclamer « la fin de la candidature Prodi », qu'il avait pourtant porté. 

## Suites
Cette réélection historique entraîne une crise inédite au sein du Parti démocrate qui voit son chef, Pier Luigi Bersani, renoncer à son poste. Après avoir été investi pour un deuxième mandat dont il prévient qu'il sera transitoire, le président Napolitano charge le vice-secrétaire de ce parti, Enrico Letta de former un exécutif de large entente avec le centre droit pour mener des réformes institutionnelles.